# Jazz ist anders
Jazz ist anders ist das elfte reguläre Studioalbum der deutschen Punkrock-Band Die Ärzte (insgesamt das 20. Album der Band), das am 2. November 2007 veröffentlicht wurde. Das Album erreichte Platz eins der Album-Charts und wurde mit 2-fach-Platin in Deutschland ausgezeichnet. Es wurden drei Singles ausgekoppelt: Junge, Lied vom Scheitern und Lasse redn. Außerdem veröffentlichten sie Ende 2009 die Triple-A-Seite HimmelblauPerfektBreit, die Platz 26 erreichte.

Das Album wurde produziert von den Ärzten, gemischt und zusätzlich produziert wurde es von TeamTonic (Mirko Schaffer, Oliver Zülch, Philipp Hoppen und Rico Spitzner).

## Hintergrund
Nachdem Die Ärzte 2003 ihr letztes Studioalbum Geräusch veröffentlichten, gingen Bela B., Farin Urlaub und Rodrigo González Soloaktivitäten nach. Urlaub veröffentlichte 2005 das Soloalbum Am Ende der Sonne und das Livealbum Livealbum of Death und ging danach ein Jahr lang auf Reisen. Bela B. veröffentlichte 2006 das Soloalbum Bingo, und Rodrigo González schloss sich der Band Abwärts an.
Am 31. Dezember 2006 – anlässlich eines Silvesterkonzertes im ausverkauften Rheinenergiestadion Köln – gab die Band bekannt, dass im Herbst 2007 wieder ein gemeinsames Studioalbum folgen soll. Bei Fans löste diese Mitteilung große Freude aus, da wiederholt über eine mögliche Bandauflösung spekuliert worden war. Erstmals seit 1984 (seinerzeit zum Album Debil) arbeitete die Band ohne leitenden Produzenten und übernahm diese Aufgabe bei Jazz ist anders selbst. Grundsätzlich hatten sich Die Ärzte vorgenommen, das Album weitgehend in Eigenregie herzustellen; selbst die Bandfotos entstanden per Selbstauslöser. Der Veröffentlichung folgten die ausverkauften Tourneen „Es wird eng“ im November/Dezember 2007 und „Jazzfäst“ von Mai bis August 2008.
Für den enormen Verkauf dieser Platte bekamen Die Ärzte den World Music Award 2008.

## Promotion, Verpackung und Inhalt
Zur Promotion wurde das Album vor der Veröffentlichung mit „Jazz isst anders“ betitelt, was einige Fans über ein zweites Konzeptalbum nach Le Frisur, diesmal übers Kochen und Essen, spekulieren ließ. Nicht nur, dass die einzelnen Titel des Albums umbenannt wurden (z. B. Küchenjunge statt Junge oder Schimmelblau statt Himmelblau), auch die komplette Diskographie wurde passend zum Thema Kochen geändert, ähnlich dem Löschen von Bela aus der Bandbiographie zur Veröffentlichung von der Single Dinge von denen aus dem Album Geräusch.
Die Verpackung der CD-Version ähnelt einem Pizzakarton und hat ca. die Maße 130 × 130 × 20 mm. Die CD selbst ist dabei als Pizza gestaltet, die beiliegende kleinere CD-Single als Tomate. Der ebenfalls in einem Pizzakarton erhältlichen Vinyl-Version liegt ein Internetgutschein bei, mit dem der Käufer sich die Lieder kostenlos im MP3-Format (256 kbps) herunterladen kann. Die Schallplatte selbst ist eine Picture-LP, wobei die A-Seite einen Pizzabelag darstellt und die B-Seite einen Pizzaboden. Die 7″-Bonus-EP stellt eine Tomatenscheibe dar.
Die Bonus-EP verfügt zusätzlich über den Hidden Track Nimm es wie ein Mann (a.k.a Kurt Cobain), welcher sich auf der CD vor dem eigentlich ersten Stück befindet bzw. beim MP3-Download als vierter Song der EP erscheint. Auf der Vinyl-Version befindet sich der Hidden Track auf der B-Seite nach dem dritten Titel.

## Titelliste
1. Himmelblau (Farin Urlaub) – 3:16
2. Lied vom Scheitern (Bela B.) – 3:29
3. Breit (Rodrigo González/Rodrigo González, Farin Urlaub) – 3:14
4. Lasse redn (Farin Urlaub) – 2:49
5. Die ewige Maitresse (Rodrigo González/Bela B.) – 2:24
6. Junge (Farin Urlaub) – 3:07
7. Nur einen Kuss (Farin Urlaub) – 4:25
8. Perfekt (Bela B.) – 2:35
9. Heulerei (Farin Urlaub) – 2:13
10. Licht am Ende des Sarges (Bela B.) – 2:47
11. Niedliches Liebeslied Rodrigo González/Bela B.) – 3:40
12. Deine Freundin (wäre mir zu anstrengend) (Farin Urlaub) – 2:12
13. Allein (Farin Urlaub) – 3:50
14. Tu das nicht (Bela B.) – 3:52
15. Living Hell (Farin Urlaub) – 3:41
16. Vorbei ist vorbei (Farin Urlaub) – 3:04

### Bonus-EP
1. Wir sind die Besten (Farin Urlaub) – 2:29
2. Wir waren die Besten (Bela B.) – 4:14
3. Wir sind die Lustigsten (Rodrigo González) – 4:35

Hidden Track: Nimm es wie ein Mann (a.k.a. Kurt Cobain) (Rodrigo Gonzalez/Bela B.) – 1:57

## Singles

### Junge
Am 5. Oktober erschien noch vor der Albumveröffentlichung die erste Single Junge, eine Ärzte-typische erste Auskopplung aus der Feder von Farin Urlaub mit harten Gitarrenriffs, eingängigem Refrain und ironischem Text über die sogenannte „Jugend von heute“.
Das Video hatte am 14. September auf MTV Weltpremiere, allerdings in der aus Jugendschutzgründen entschärften Version. Die unzensierte Version ist erst ab 22 Uhr im Fernsehen zu sehen. Als B-Seiten fungieren die beiden Lieder Das schönste Lied der Welt und Tut mir leid von Bela B.
Junge wurde 2013 von Heino auf dem Album Mit freundlichen Grüßen gecovert.

### Lied vom Scheitern
Am 18. Januar 2008 erschien die zweite Singleauskopplung Lied vom Scheitern, in dem Bela B. singt, dass man sich selbst treu sein soll. Als B-Seite enthalten sind die nicht auf dem Album enthaltene Farin-Urlaub-Komposition Nichts gesehen, zwei Album-Tracks in der „Economy-Version“, sowie wiederum das Video zur Single. Die Single erreichte ebenfalls die Top Ten der Verkaufscharts.

### Lasse redn
Am 11. April 2008 folgte als dritte Single Lasse redn, ein „reiner“ Popsong von Farin Urlaub mit bitterbösem Text über Mobbing und neugierige Nachbarn. Im Video dazu wirkte Martin Klempnow mit, der bereits an Anti-Zombie aus dem Album Geräusch beteiligt war, sowie im Video zur 2003 erschienenen Single Dinge von denen auftrat. Er spielt hier den Text in Gebärdensprache nach. Lasse redn erfreute sich außerordentlich hohem Erfolgs (Top-Ten-Platzierung in den Singlecharts und dauerhafter Radioeinsatz, was sich in Platz 1 in den Jahrescharts verschiedener Radiostationen niederschlug). Die Single enthält neben zwei „Economy-Versionen“ und dem Video auch die Bela-B.-Komposition Komm zu Papa.
Im Radiosender Antenne Bayern wurde kurzzeitig eine gekürzte Version von Lasse redn gesendet, in der eine Bild-kritische Passage („… die meisten Leute haben ihre Bildung aus der Bild. Und die besteht nunmal, wer wüsste das nicht, aus Angst, Hass, Titten und dem Wetterbericht“) herausgeschnitten war. Der Song wurde erst nach Hörerprotesten wieder komplett gespielt. Der Sender, der zu 16 % dem Axel-Springer-Konzern, der die Bild-Zeitung verlegt, gehört, bestritt jedoch die Zensur und verwies stattdessen auf „sendetechnische Gründe“.

### PerfektHimmelblauBreit
Am 4. Dezember 2009, also über eineinhalb Jahre nach der letzten Auskopplung, wurde die Dreifach-A-Single PerfektHimmelblauBreit mit ihrem insgesamt über zehn Minuten langen Musikvideo (Erstausstrahlung auf MTV Germany am 20. November 2009) als vierte und letzte Single veröffentlicht. Es handelt sich hierbei um drei Albumtracks, jeweils einer von jedem der drei Ärzte-Komponisten: Perfekt (Bela B.), Himmelblau (Farin Urlaub) und Breit (Rodrigo Gonzalez), die ansonsten inhaltlich nichts miteinander zu tun haben.
Die dazugehörenden Videos (die hintereinander ein einzelnes ergeben), zeigen die jeweiligen Bandmitglieder sichtlich gealtert im Altersheim. Neben der CD-Version erschien die Single auch auf einer 12"-Vinyl Schallplatte mit Dreifachhelix, auf der die Lieder parallel gepresst sind und man nicht genau auswählen kann, welches Lied man abspielen möchte.

## Jazz ist anders Economy
Zur Tournee „Es wird eng“ und „jazzfäst“ verkauften die Ärzte exklusiv für 7,00 € eine CD, welche eine alternative Version des Albums ist, die den Titel „Jazz ist anders Economy“ trägt. Hierbei handelt es sich um eine Version des Albums, die die Ärzte unter Live-Bedingungen im Proberaum einspielten und dabei sowohl Melodien als auch Texte massiv veränderten. Während bei manchen Songs nur die textliche Perspektive verändert wurde (Himmelblau; Junge), werden andere Songs gar in komplett andere Genres überführt: Breit ist eine Parodie auf elektronische Tanzmusik, Deine Freundin wird als Country-Musik neu interpretiert und Niedliches Liebeslied als schnelles Punkrockstück gespielt, dessen Gesang sich an Glenn Danzigs Darbietung mit den Misfits orientiert. Andere Songs werden lediglich angespielt, um bereits nach kurzer Zeit für humorvolle Dialoge unterbrochen zu werden: Bei Nur einen Kuss wird Farin Urlaub von Bela B unterbrochen, da er dieses Lied zu kitschig und damit nicht gut genug für das Album finde, woraufhin Urlaub sowohl ihn als auch Rodrigo Gonzalez erschießt; Living Hell wird ebenfalls nur kurz angespielt, ehe Farin von Bela angerufen wird und sich deren Gespräch darum dreht Rod zurück nach Chile ausweisen zu lassen, um den ehemaligen Bassisten Sahnie zurück in die Band zu holen („[…] er braucht unsere Gesichter.“).
Neben den – wie auch auf dem originalen Album enthaltenen – 16 Titeln findet sich ein kurzer Hidden Track auf dem Album, bei dem es sich um eine Kurzfassung des Liedes Was hat der Junge doch für Nerven handelt.
Weitere Economyversionen befinden sich auf den Singleauskopplungen von Jazz ist anders, u. a. von den B-Seiten vorhergehender Singleauskopplungen.
Die Vinyl-Version wurde im Gegensatz zu der CD-Fassung nicht exklusiv auf Konzerten verkauft, sondern ebenso von autorisierten Händlern und auch per Internetbestellung angeboten.
Titel, Konzept und Aufmachung beziehen sich auf einen Band der Comicserie Didi & Stulle des Berliner Zeichners Fil, der für eine Nachauflage in verkleinertem Format das reguläre Comicalbum Einen drin Seite für Seite neu gezeichnet hatte. Der Band Didi & Stulle einen drin economy erschien auf schlechterem Papier, ohne Farbe, schlechter gezeichnet und (laut Angabe des Autors) auch mit schlechteren Gags.
Die Ärzte riefen auf einem Konzert am 5. Dezember 2007 in Zürich im Hallenstadion die Fans dazu auf, bei den Schweizer Bundesratswahlen nicht Christoph Blocher zu wählen, und stellten dafür in Aussicht, in dem Fall sogar das Album zum kostenlosen Download anzubieten. Nachdem Blocher die Mehrheit verpasst hatte, stellten die Ärzte die Economy-Version von Jazz ist anders kostenlos unter dem Motto „Versprochen ist versprochen“ auf ihre Homepage. Der Download war jedoch auf Internetnutzer aus der Schweiz beschränkt.

## Rezeption
Die Kritik des Musikmagazines Laut.de erkennt in dem Album neben punkigen Stücken einigen Gitarrenpop, Deine Freundin sei echter Funk. Das „geschmacklose Artwork“ wird bemängelt, „Die Pizza ist kalt“, die Musik sei „zäher Teig“. Die Titel von denen „wenig hängen bleibt“ klingen „typisch“. „Die Ärzte sind nicht mehr so witzig, wie man es erwartet“. Lediglich Nur Ein Kuss steche textlich und musikalisch aus der „gepflegten Langeweile“ heraus. Weitere Pluspunkte seien Das Licht Am Ende Des Sargs, das „an die alten Ärzte erinnert“ und Niedliches Liebeslied. So überschrieb Mathias Möller sein Review auch entsprechend mit „Enthält einfach zu viel belangloses Füllmaterial.“

## Kommerzieller Erfolg

### Chartplatzierungen
| ChartsChartplatzierungen | Höchstplatzierung | Wochen |
| ------------------------ | ----------------- | ------ |
| Deutschland (GfK)        | 1 (76 Wo.)        | 76     |
| Österreich (Ö3)          | 2 (66 Wo.)        | 66     |
| Schweiz (IFPI)           | 2 (23 Wo.)        | 23     |

| ChartsJahrescharts (2007) | Platzierung |
| ------------------------- | ----------- |
| Deutschland (GfK)         | 21          |
| Österreich (Ö3)           | 34          |
| Schweiz (IFPI)            | 39          |

| ChartsJahrescharts (2008) | Platzierung |
| ------------------------- | ----------- |
| Deutschland (GfK)         | 4           |
| Österreich (Ö3)           | 7           |

### Auszeichnungen für Musikverkäufe
| Land/Region        | Auszeichnungen für Musikverkäufe (Land/Region, Auszeichnung, Verkäufe) | Verkäufe |
| ------------------ | ---------------------------------------------------------------------- | -------- |
| Deutschland (BVMI) | 4× Platin                                                              | 800.000  |
| Österreich (IFPI)  | Platin                                                                 | 20.000   |
| Schweiz (IFPI)     | Gold                                                                   | 15.000   |
| Insgesamt          | 1× Gold · 5× Platin ·                                                  | 835.000  |